# Гаевое (Черниговская область)
Гаевое (укр. Гайове) — село в Козелецком районе Черниговской области Украины. Население 235 человек. Занимает площадь 1,32 км². До 1962 года село называлось Иржавец.
Код КОАТУУ: 7422088502. Почтовый индекс: 17050. Телефонный код: +380 4646.

## Власть
Орган местного самоуправления — Прогрессовский сельский совет. Почтовый адрес: 17035, Черниговская обл., Козелецкий р-н, п. Прогресс, ул. Научная, 18.